# Volt Malta

Karte der anderen Verbände von Volt Europa

Volt Malta (Kurzbezeichnung: Volt) ist eine progressive und euroföderalistische Partei in der Republik Malta. Sie ist der maltesische Zweig von Volt Europa, einer politischen Bewegung, die sich für eine stärkere europäische Zusammenarbeit in ganz Europa einsetzt.

## Gründung
Volt Malta wurde im Jahr 2020 gegründet.
Am 30. April 2021 wurde Volt Malta als politische Partei offiziell registriert. Damit ist sie der 16. nationale Ableger von Volt Europa, der als Partei registriert ist.

## Inhaltliches Profil
Als Teil des europäischen Netzwerks verfolgt Volt Malta einen gesamteuropäischen Ansatz in vielen Politikbereichen wie Klimawandel, Migration, wirtschaftliche Ungleichheit, internationale Konflikte und die Auswirkungen der technologischen Revolution auf den Arbeitsmarkt. Darüber hinaus hat sich die Partei vorgenommen, ein breites Spektrum von Themen in Malta anzugehen, wie etwa Bekämpfung von Korruption durch die Förderung einer transparenten Regierungsführung und Gewaltenteilung oder Umwelt- und Klimaschutz durch die Förderung einer Kreislaufwirtschaft.

### Programmatik

#### Einwanderungs- und Asylpolitik
Volt setzt sich für ein europäisches Asylsystem und einen humanitären Umgang mit Flüchtlingen und Wirtschaftsmigranten ein. Für Flüchtlinge und Asylsuchende sollen Sprachkurse und Kurse für europäische kulturelle und staatsbürgerliche Normen gefördert werden.

#### Gesundheits- & Sozialpolitik
Volt setzt sich für sexuelle und reproduktive Rechte ein und fordert die Entkriminalisierung von Abtreibung und Einstufung aller Verhütungsmittel als unentbehrliche Arzneimittel, womit sie die erste Partei in Malta ist, die eine Pro-Choice Politik anstrebt. Die Gruppe unterstreicht dies auch mit der Initiative #IneedMAP!, die den Zugangs zur Pille danach verbessern soll, indem Apotheken kartiert werden, die die Pille danach verkaufen. In-vitro-Fertilisation soll legal sein und mit Gentests durchgeführt werden, um im Vorfeld Krankheiten auszuschließen. Im Oktober 2021 kritisierte Co-Präsident Alexia DeBono, dass selbst die Netflix Show Sex Education bessere Aufklärungsarbeit leiste, als der aktuelle Lehrplan und forderte einen faktenbasierten Lehrplan und Aufklärungsunterricht frei von Doktrinen, der Jugendliche befähigt mit Hilfe von Informationen fundierte Entscheidungen zu treffen und sich in einem offenen, stigmafreien Umfeld selbst zu entdecken. Aufklärungsunterricht soll unabhängig der Schulform an staatlichen, privaten und kirchlichen Schulen gewährleistet sein. Periodenarmut will die Partei bekämpfen und setzt sich für kostenlose Menstruationsprodukte in Bildungseinrichtungen, öffentlichen Gesundheitseinrichtungen und Krankenhäusern, Lebensmittelbanken, Gefängnissen, Obdachlosenheimen und öffentlichen Toiletten ein und Menstruationsprodukte unter die 0 %-Mehrwertsteuerregelung fallen.
Die Beschäftigten des Gesundheitswesens sollen für die während der Pandemie geleistete Arbeit einen Gehaltszuschlag erhalten.
Die Partei setzt sich für eine Legalisierung von Cannabis ein und forderte eine progressivere Reform als bisher. Volt schlägt eine Grenze von 25 Gramm für den persönlichen Besitz und Gebrauch vor. Abhängigkeit soll als medizinisches Problem, nicht als kriminelles behandelt werden. Dazu soll statt einer wie bisher geplanten Cannabisbehörde eine Behörde eine Behörde für Freizeitdrogen eingerichtet werden, um Studien und Leitlinien für unterschiedliche Drogen zu ermöglichen und den Schwarzmarkt besser zu bekämpfen. Die Partei brachte ihre Vorschläge dazu in den Prozess des Weißbuchs ein, um Leitlinien für den Umgang mit Drogen in Malta zu entwickeln.
Der Mindestlohn in Malta soll bis 2025 auf 1.100 € erhöht werden und sich an den Empfehlungen der Europäischen Kommission von 60 % des Medianlohns in einem Land orientieren. Um das Recht auf einen existenzsichernden Mindestlohn zu sichern soll eine Abteilung für existenzsichernde Löhne innerhalb des Nationalen Statistikamtes eingerichtet werden, die für die regelmäßige Berechnung des existenzsichernden Lohns zuständig ist.
Eltern sollen den Anspruch auf 20 Wochen voll bezahlten Elternurlaub haben, unabhängig von ihrem Geschlecht, ihrer sexuellen Orientierung und davon, ob sie sich für Adoption oder Leihmutterschaft entscheiden. Damit will die Partei die Gleichstellung der Geschlechter voranvoranbringen und gegen Diskriminierung durch Arbeitgeber vorgehen. Die Partei befürwortet die Einführung eines eigenen Straftatbestands für Femizid und dessen Aufnahme in das Strafgesetzbuch.
Sexwork soll nach Wunsch der Partei reguliert werden. Volt schlägt dazu vor, illegale Bordellbetreiber und Menschenhändler mit Gefängnisstrafen zu belegen und Unterstützungsangebote für Menschen zu schaffen, die in die Prostitution gezwungen werden. Sexworker sollen sich außerdem registrieren und Bordelle nur noch genossenschaftlich organisiert werden dürfen, um Zuhälterei zu verhindern. Sexarbeiter sollten über 21, Kunden müssen mindestens 18 sein, um entsprechende Dienstleistungen in Anspruch nehmen zu können und ungeschützter Geschlechtsverkehr verboten, so wie regelmäßige STD-Tests verpflichtend werden.
Volt unterscheidet zwischen drei Formen der Euthanasie: Passive Sterbehilfe, Beihilfe zur Selbsttötung und aktive Sterbehilfe, wobei die Partei letztere ablehnt und begleitende maßnahmen und Beratungsangebote vorschlägt.

#### Transparenz und Staatswesen
Volt Malta unterstützt außerdem die europäische Bürgerinitiative „Voters Without Borders“, die das Wahlrecht auf regionaler und nationaler Ebene auch für EU-Bürger fordert. Wenn die Initiative erfolgreich ist, könnte sie ihnen Zugang zu ausländischen Wählern verschaffen, die derzeit nicht an allgemeinen Wahlen teilnehmen können und sich nicht mit der einer der beiden großen Volksparteien, der konservativ-christdemokratischen Partei Partit Nazzjonalista oder der sozialdemokratischen Partei Partit Laburista identifizieren.
Im Rahmen der Bemühungen der Partei um mehr Transparenz bei den Parteifinanzen veröffentlichte die Gruppierung im September 2021 die Website politikaonesta.org, auf der die Nutzer eine Aufschlüsselung der Werbeausgaben der maltesischen Parteien über Zeiträume von einem Tag bis zu 90 Tagen finden können. Die Partei fordert, dass alle Finanzen einer politischen Partei ausschließlich durch das Parteienfinanzierungsgesetz geregelt werden sollten und nicht durch eine Mischung aus Parteienfinanzierungsgesetz und Gesellschaftsrecht.
Volt fordert das die Fernsehsender ONE und NET, die im Besitz der Parteien Partit Laburista und Partit Nazzjonalista sind, nicht länger nach Gesellschaftsrecht reguliert werden, da mit ihnen Regelungen der Parteienfinanzierung umgangen und Spenden verschleiert werden können. Die Partei kritisiert außerdem, dass die Sender finanzielle Unterstützung während der Covid-19-Pandemie erhalten haben und so die dahinter stehenden Parteien mit Steuergeld staatlich finanziert wurden, was in Malta sonst nicht üblich ist.
Für das Parlament soll eine feste Amtszeit eingeführt werden.
Eine nichtstaatliche Einrichtung soll eine Prüfung und Leistungskontrolle des gesamten öffentlichen Sektors durchführen und die Ergebnisse veröffentlichen. In der Folge soll ein staatliches digitales Dashboard der Ausgaben entwickelt werden.

#### Digitalisierung
Die Partei setzt sich für die Förderung digitaler Infrastruktur ein. Die Gesetzgebung soll so angepasst werden, dass ethisches Hacking, auch bekannt als White Hat Hacking, möglich ist und fordert Unternehmen mit digitaler Präsenz dazu auf, Kopfgeldprogramme einzuführen.

#### Wirtschaftspolitik
Zur Förderung von kleinen und mittleren Unternehmen (KMU) und Start-Ups unterstützt Volt eine Orientierung am Modell Neuseelands mit Anreizen für Reinvestitionen von Gewinnen, Schaffung neuer Arbeitsplätze und stärkere Förderung von digitaler Infrastruktur. Durch Förderung eines akkreditierten Netzwerk von Risikokapitalfirmen und Angel-Investoren soll der Umfang von Risikokapital gesteigert und transparenter werden. Unternehmensgründungen und -Wachstum soll so vereinfacht werden. Die Gründung von Unternehmen soll außerdem durch Einrichtung von Gründerzentren unterstützt werden. Das Genossenschaftsrecht soll modernisiert werden, um die Wirtschaft krisensicherer zu machen.
Tourismus soll stärker auf Qualität ausgerichtet werden und von einem Schwerpunkt auf Kurzzeitbesuchern abrücken. Die Partei will dazu Nordamerika als neuen Markt erschließen und Menschen maltesischer Abstammung als Zielgruppe anlocken. Damit und einem Diaspora-Pass sollen ausländische Direktinvestitionen für Malta erschlossen werden.
Die Partei schlägt zur Diversifizierung der Wirtschaft und des Forschungssektors für ein nachhaltiges Wirtschaftswachstum die Förderung vertikale Landwirtschaft, Agrartechnologie und Robotikindustrie vor. Die Wirtschaft auf Gozo soll insbesondere durch Förderung von Agrartechnologie unabhängiger gemacht werden. Dazu schlägt die Partei die Gründung eines Agritech-Gründerzentrums auf Gozo vor.
Durch gezielte Erhöhung von Stipendien sollen Wirtschaftszweige mit hoher Priorität gefördert werden. Außerdem schlägt die Partei ein Bonusprogramm für den Abschluss von Kursen zur finanziellen Allgemeinbildung vor.

#### Umwelt-, Klimaschutz und Mobilität
Volt lehnt eine EU-Finanzierung einer Gaspipeline, die Flüßigerdgas (LNG) nach Malta transportieren soll ab und befürwortet eine Konzentration auf grünen Wasserstoff und andere erneuerbare Gase. Mit einer Machbarkeitsstudie soll die Nutzung von Wasserstoff auf Malta zu geprüft werden, insgesamt jedoch ein Fokus auf erneuerbare Energie gelegt werden. So sollen alle öffentlichen Gebäude mit Sonnenkollektoren ausgestattet werden.
Der Verkehrssektor soll zur Reduktion von Emissionen umgestaltet werden. Dazu sollen Fußgängerzonen gefördert und Ortskerne fußgängerfreundlicher barrierefrei gestaltet werden. Radverkehr soll durch baulich getrennte Fahrradwege, Konzepte für Fahrradmitbenutzung und Ausbau von Fahrradabstellplätzen unterstützt werden. Außerdem soll ÖPNV gefördert werden, indem ein 24/7-Bussystem eingerichtet und der Nachtbusverkehr ausgebaut wird. Durch ein Ein-Karten-System soll den Umstieg auf ÖPNV gefördert werden.
Städtische und kommunale Landwirtschaft und der Gartenbau sollen gefördert werden, um Emissionen zu senken.

#### Europapolitik
Volt strebt einen föderalen europäischen Staat anstelle einer supranationalen Systems der EU an. Dazu soll eine europäische Verfassung verabschiedet werden. Die gemeinsame europäische Regierung wäre dann für Felder wie Verteidigung und Außenbeziehungen zuständig, die regionalen Regierungen für Soziales und Bildung.

## Wahlen

### Parlamentswahl 2022
Die Partei nahm erstmalig mit den Parlamentswahlen 2022 an einer Wahl teil. Mit Kassandra Mallia trat in den Wahlbezirken 10 und 11 die erste transsexuelle Frau bei Parlamentswahlen in Malta an. Vorsitzende Alexia DeBono trat in den Wahlbezirken 8 und 9 an. Somit trat die Partei in 4 der 13 Bezirke des Landes mit 2 Kandidaten an. Im Vorfeld der Wahl forderte die Partei, Malta sollte Bürgern, die im Ausland leben, die Möglichkeit geben, über eine Botschaft, ein Konsulat oder per Post zu wählen.
Am 1. März 2022 veröffentlichte die Partei ihr 54-Seitiges Wahlprogramm, welches einen Schwerpunkt auf die Ausweitung und den Schutz der gesetzlich verankerten Menschenrechte, insbesondere in den Bereichen Soziales und Finanzen, Bildung, Gesundheit, Verkehr und Migration legte. Volt trat unter dem Slogan „Ivvota Aħjar, Ivvota Volt“ (Wähle besser, wähle Volt) an.
Im Rahmen der Kampagne #PolitikaOnesta (Deutsch: Ehrliche Politik) forderte Volt vor der Wahl alle Kandidaten dazu auf, eine Erklärung zu unterzeichnen, keine Gefälligkeiten für Stimmen bei der Wahl zu verteilen. Neben den Kandidaten von Volt unterzeichneten die Kandidaten der ADPD und ein unabhängiger Kandidat die Erklärung, jedoch nur 5 der beiden großen Parteien Partit Laburista und Partit Nazzjonalista.
Die Partei gab für die Wahlkampagne 61,40 € aus. Dazu kommen 459 € für die Kampagnen der Kandidaten, wovon 360 € auf die Registrierung als Kandidaten zurückzuführen sind.

### Europawahl 2024
Am 1. Februar 2024 gab Volt ihren Vize-Präsidenten Matthias Iannis Portelli als ihren ersten Kandidaten für die Europawahl bekannt. Portellis Schwerpunkte liegen in den Bereichen Sicherheit, wirtschaftliche und soziale Ungleichheit und nachhaltiges Wachstum. Die Partei tritt gemeinsam mit der restlichen Bewegung Volt Europa mit einem gemeinsamen Programm zur Europawahl an, dass im November 2023 in Paris verabschiedet wurde.

### Wahlergebnisse
| Jahr | Wahl                | Wähler | Stimmenanteil | Sitze |
| ---- | ------------------- | ------ | ------------- | ----- |
| 2022 | Parlamentswahl 2022 | 382    | 0,13 %        | 0/79  |
| 2024 | Europawahl 2024     | 298    | 0,11 %        | 0/6   |